# اللشت
اللشت (به عربی: اللشت) یک روستا، شهر مردگان و محوطه باستانی در مصر است که در استان جیزه واقع شده‌است.

## نگارخانه

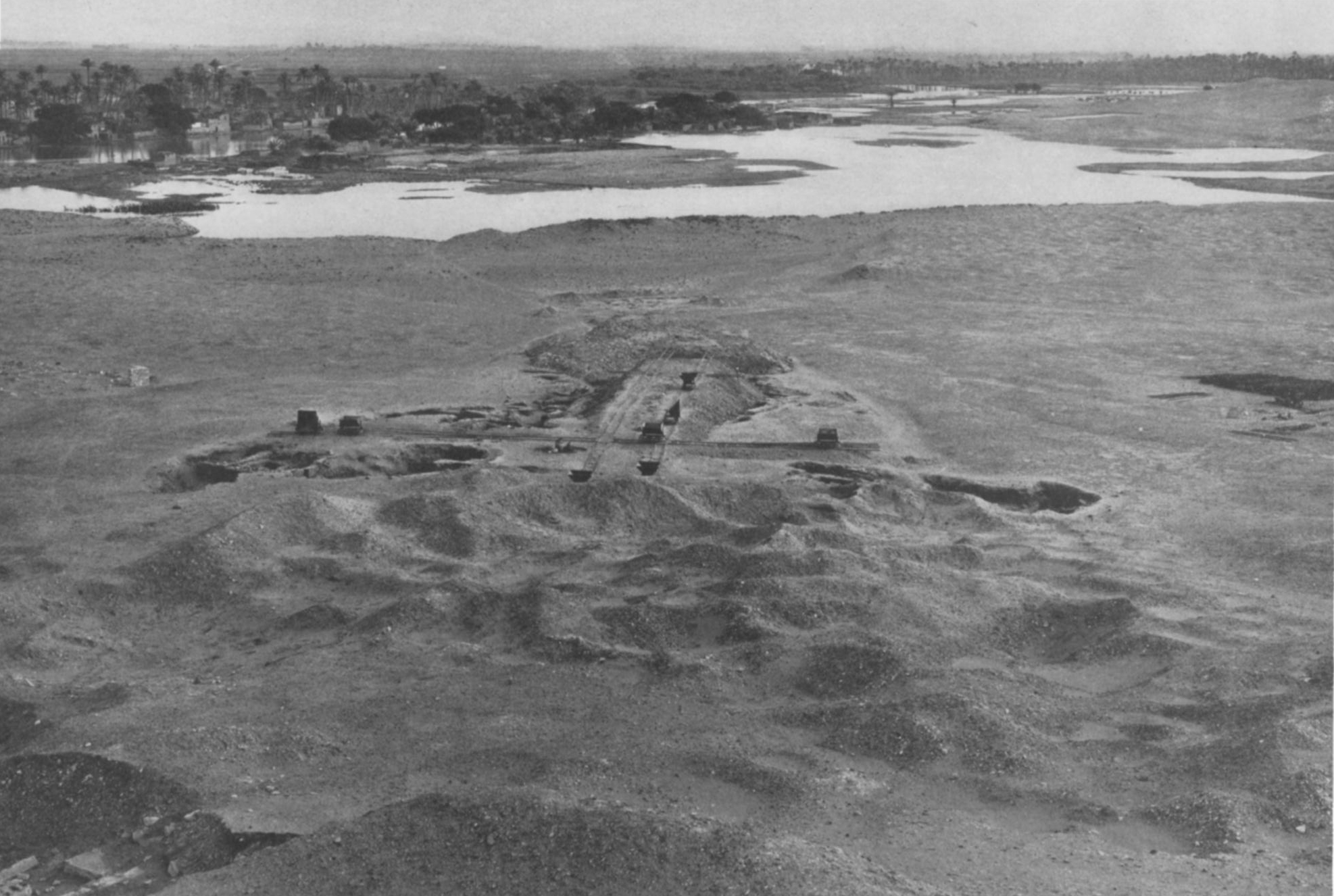
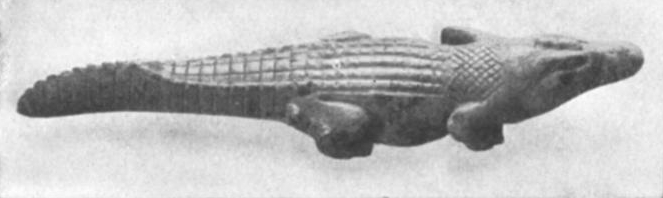
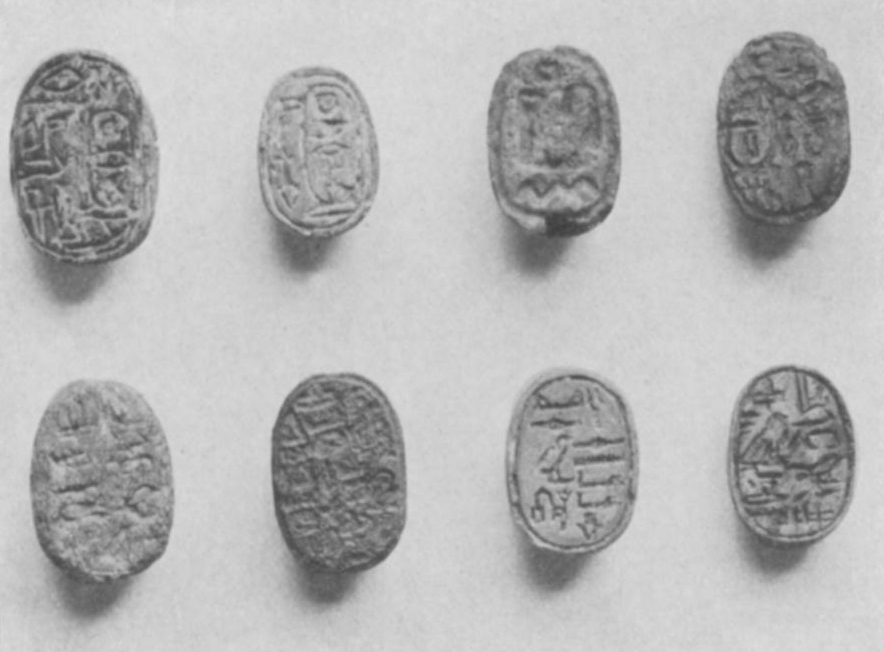
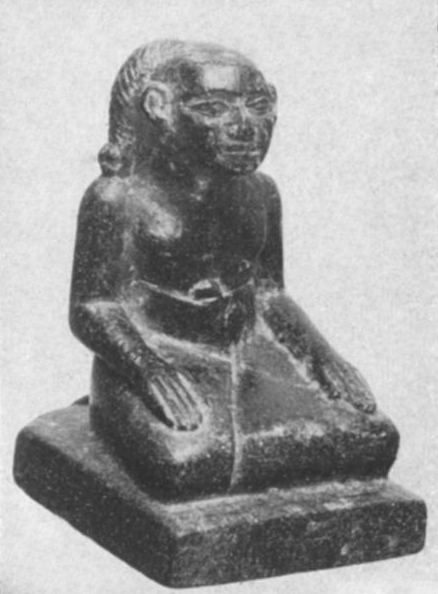
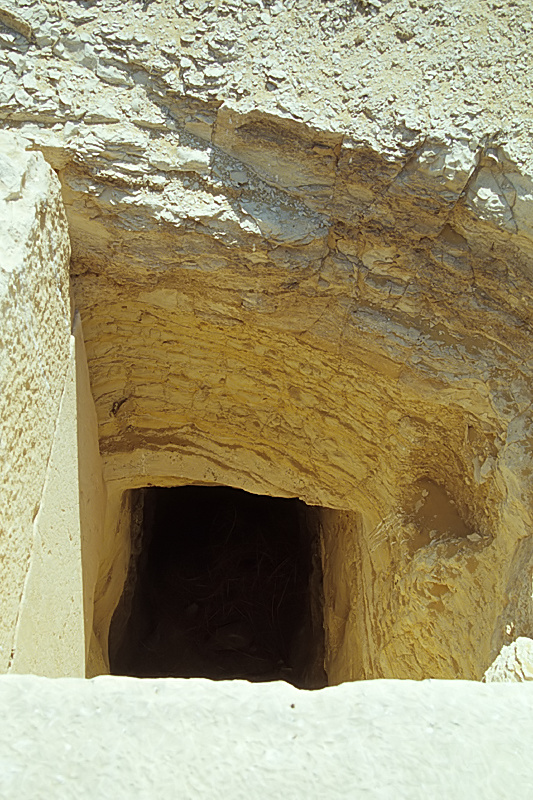
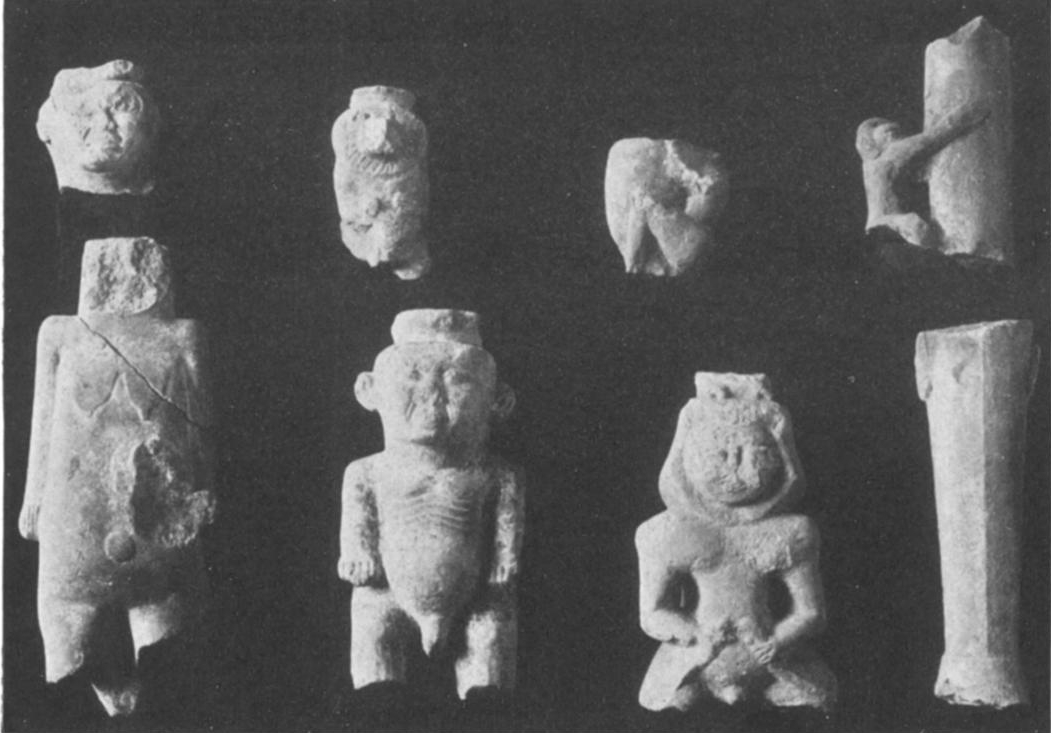